# Herbert Kaiser
Herbert Kaiser (Jessen, Porosz Királyság, 1916. március 16. – 2003. december 5.) német katona. A második világháborúban teljesített szolgálataiért megkapta a Vaskereszt Lovagkeresztjét. 1945 májusában esett amerikai hadifogságba.